# Dick und Jane
Dick und Jane (Originaltitel: Fun with Dick and Jane) ist eine US-amerikanische Filmkomödie des Regisseurs Dean Parisot aus dem Jahr 2005. Im deutschsprachigen Raum wurden zudem zwei verschiedene Untertitel zum Filmtitel verwendet. Zum einen Zu allem bereit, zu nichts zu gebrauchen sowie Besser gut klauen als schlecht verdienen. Die Komödie ist eine Neuverfilmung des Films Das Geld liegt auf der Straße aus dem Jahr 1977 (Originaltitel ebenfalls Fun with Dick and Jane), in dem George Segal und Jane Fonda die Hauptrollen spielten.

## Handlung
Dick Harper ist ein aufstrebender Mitarbeiter im Bereich Öffentlichkeitsarbeit des Unternehmens Globodyne, seine Frau Jane arbeitet in einem Reisebüro. Die beiden haben eine mexikanische Haushälterin, die sich fast ganz alleine um ihren Sohn kümmert, weswegen er hauptsächlich spanisch spricht. Als Dick überraschend zum neuen PR-Chef und Vice President befördert wird, kann seine Frau ihren unerfreulichen Job kündigen und die Zukunft der Familie sieht rosig aus. Doch bereits während des ersten Fernsehinterviews, bei dem der unvorbereitete Dick Rede und Antwort stehen muss, stellt sich heraus, dass Globodyne bankrott ist. Die Aktien der Firma fallen ins Bodenlose und Dick, wie auch seine gesamten Kollegen, werden daraufhin arbeitslos.
Das Paar ist bei der folgenden Arbeitsuche über Monate alles andere als erfolgreich. Nach und nach geht Dick und Jane das Geld aus und sie müssen sogar ihren Hausrat verkaufen. Der Strom wird abgestellt und da sie auch kein Wasser mehr bekommen, stellen sie sich eingeseift vor die Rasensprenkler der Nachbarn. Dann starten sie eine Serie von Raubüberfällen, die anfänglich wenig erfolgreich verläuft – doch bald darauf werden sie immer besser und können sich einen guten Lebensstandard finanzieren. Allerdings bekommen sie kalte Füße, als eine Reihe früherer Kollegen wegen ähnlicher krimineller Aktivitäten verhaftet werden. Überdies will die Staatsanwaltschaft nach erfolgreicher Verurteilung des ehemaligen Globodyne-Finanzdirektors Frank Bascombe nun auch den ehemaligen PR-Chef, also Dick, anklagen.
Wenige Tage vor Antritt seiner Haftstrafe verrät Bascombe Dick den Grund für die Pleite seines Arbeitgebers: Der Vorstandsvorsitzende Jack McCallister hatte riesige Summen aus der Unternehmenskasse für sich abgezweigt. Mit Bascombes Hilfe gelangen Dick und Jane trickreich an die auf einer Bank deponierten rund 400 Millionen US-Dollar. Das Geld leiten sie in einen Pensionsfonds für die ehemaligen Mitarbeiter von Globodyne, während der Ex-Boss leer ausgeht.

## Kritiken
„Überzeugend gespielte Neuverfilmung der Komödie ‚Das Geld liegt auf der Straße‘ (1977), die hübsche satirische Seitenhiebe auf den ‚American way of life‘ austeilt und sich dabei nahtlos in die aktuelle Post-New-Economy-Ära einfügt.“

„In Dean Paritsots Slapstick-Komödie ‚Dick und Jane‘ wird eine kritische Betrachtung der unternehmerischen Raffgier und des Spießertums mit angenehm viel Humor kombiniert.“

„Belanglos – Was noch als halbwegs spaßige Sozialsatire beginnt, kippt mehr und mehr in eine überkandidelte, nervige Klamotte. Wer die One-Man-Shows vom dauergrimassierenden Jim Carrey mag, ist hier gut aufgehoben. Für den Rest gilt: einige witzige Gags machen noch keinen guten Film. So war hier der zweite Teil des deutschen Untertitels schon eine weise Voraussicht.“

## Hintergründe
Sowohl der Originaltitel des ursprünglichen Films von 1977 als auch der Titel der Neuverfilmung beziehen sich auf den Titel der US-Lesefibel-Reihe Dick and Jane bzw. des Buches Fun with Dick and Jane aus selbiger Reihe. Die Leselern-Fibeln wurden von den 1930er bis in die 1970er Jahre eingesetzt.
Die Produktionskosten betrugen etwa 100 Millionen US-Dollar. Für die Rolle der Jane war ursprünglich Cameron Diaz vorgesehen, die jedoch aus Zeitgründen aus dem Filmprojekt ausschied. In Deutschland lockte der Film ca. 900.000 Zuschauer in die Kinos. In den Kinos der USA spielte er ca. 110 Millionen US-Dollar ein.
Das fiktive Unternehmen Globodyne und sein im Film beschriebener Untergang bilden eine direkte Parodie auf verschiedene Unternehmen zu Beginn des 21. Jahrhunderts. Der Film endet damit, dass ein ehemaliger Kollege von Dick Harper nun bei Enron arbeite und dort viel Geld verdiene. Enron ging 2001 nach umfangreichen Bilanzfälschungen in Konkurs und verursachte mit Verlusten von über 60 Milliarden Dollar einen der größten Skandale der US-Wirtschaftsgeschichte. Nach dieser letzten Szene beginnt der Abspann mit einem satirischen Dank an die Geschäftsführer von Enron, WorldCom, Tyco, Adelphia, ImClone Systems, Arthur Andersen, Cendant und HealthSouth.